# أشكال شبكات الجهاز العصبي
تتكون شبكة الجهاز العصبي البشري من العقد (مثال على ذلك، الخلايا العصبية) التي تتصل ببعضها عن طريق روابط (مثال على ذلك، المشابك). يمكن عرض الإرتباط على نحو تشريحي أو وظيفي أو كهروفيزيولوجي. يتم تقديمها في العديد من مقالات ويكيبيديا التي تشمل الاتصالية (الملقب المعالجة الموزعة الموازية (PDP)، الشبكة العصبية البيولوجية، الشبكة العصبية الاصطناعية (الملقب الشبكة العصبية)، الشبكة العصبية الاصطناعية، وكذلك عدة كتب من الكتب التي كتبها أسكولي، جي. أ. (2002)،  ستيرات، دي. جراهام، بي. جيليز، أ. وويلشاو، دي. (2011)،  جيستنر، دبليو. وكيستلر، دبليو. (2002)،  وديفيد روميلهات و، جيمس ماكيلاند، مجموعة أبحاث PDP
(1986)  وغيرها. تركيز هذا المقال هو رؤية شاملة لنمذجة شبكة عصبية (شبكة عصبية تقنية مستندة على نموذج الخلية العصبية). بمجرد اختيار نهج قائم على المنظور والاتصال، يتم تطوير النماذج على مستويات مجهرية (أيون وعصبون) أو ميزوسكوبي (وظيفية أو سكانية) أو مستويات (نظام) العياني. تشير النمذجة الحسابية إلى النماذج التي تم تطويرها باستخدام أدوات الحوسبة.

## المقدمة
يتكون الجهاز العصبي من شبكات تتكون من الخلايا العصبية والمشابك المتصلة بالأنسجة والسيطرة عليها بالإضافة إلى التأثير على الأفكار والسلوك البشري. في نمذجة الشبكات العصبية للجهاز العصبي، يجب على المرء أن يأخذ في الاعتبار العديد من العوامل. يجب اعتبار الدماغ والشبكة العصبية نظامًا ثابتًا ومتكاملًا للبرامج الثابتة يتضمن المعدات (الأعضاء) والبرمجيات (البرامج) والذاكرة (قصيرة المدى وطويلة المدى) وقاعدة البيانات (مركزية وموزعة) وشبكة معقدة من العناصر النشطة (مثل الخلايا العصبية والمشابك والأنسجة) والعناصر السلبية (مثل أجزاء من النظام البصري والسمعي) التي تحمل معلومات في الجسم داخله وخارجه.
لماذا يريد المرء نمذجة الدماغ والشبكة العصبية؟ على الرغم من أن أنظمة الكمبيوتر المتطورة للغاية تم تطويرها واستخدامها في جميع مناحي الحياة، إلا أنها ليست قريبة من النظام البشري في قدرات الأجهزة والبرامج. وبالتالي، العلماء يعملون على فهم نظام العمليات البشرية ومحاولة محاكاة وظائفه. ومن أجل تحقيق ذلك، يحتاج المرء إلى نمذجة مكوناته ووظائفه والتحقق من أدائه في الحياة الواقعية. تتيح النماذج الحسابية لنظام عصبي جيد المحاكاة تعلم الجهاز العصبي وتطبيقه على حلول مشاكل الحياة الواقعية.
ما هو الدماغ وما هي الشبكة العصبية؟ يعالج القسم 2.1 السؤال السابق من منظور تطوري. الإجابة على السؤال الثاني مبني على النظرية العصبية التي اقترحها رامون إي كاجال (1894). وافترض أن الوحدة البيولوجية الأولية هي خلية نشطة، تسمى العصبون، ويتم تشغيل الآلة البشرية عن طريق شبكة واسعة تربط هذه الخلايا العصبية، تسمى الشبكة العصبية (أو العصبية). تتكامل الشبكة العصبية مع الأعضاء البشرية لتشكيل الآلة البشرية التي تتكون من الجهاز العصبي.
و قد تم تطوير عدد لا يحصى من النماذج المختلفة من جوانب الجهاز العصبي وهناك العديد من مقالات ويكيبيديا المحددة أعلاه التي تم إنشاؤها حول هذا الموضوع. الغرض من هذه المقالة هو تقديم نظرة شاملة لجميع النماذج وتزويد القارئ، وخاصة المبتدئ، في علم الأعصاب، بالإستناد إلى المصادر المختلفة.

## خصائص الشبكة
الوحدة الهيكلية الأساسية للشبكة العصبية هي اتصال عصبون بآخر عبر تقاطع نشط يسمى المشبك. ترتبط الخلايا العصبية ذات الخصائص المتباينة على نطاق واسع ببعضها البعض عبر المشابك العصبية، التي تتميز خصائصها أيضًا بخصائص كيميائية وكهربائية متنوعة. في تقديم رؤية شاملة لجميع النمذجة الممكنة للدماغ والشبكة العصبية، يتمثل النهج في تنظيم المواد على أساس خصائص الشبكات والأهداف التي يجب تحقيقها. يمكن أن يكون هذا الأخير إما لفهم الدماغ والجهاز العصبي بشكل أفضل أو لتطبيق المعرفة المكتسبة من الجهاز العصبي الكلي أو الجزئي على تطبيقات العالم الحقيقي مثل الذكاء الاصطناعي أو الأخلاقيات العصبية أو تحسين العلوم الطبية للمجتمع.

### الاتصال بالشبكة والنماذج
على مستوى عالي من التمثيل، يمكن النظر إلى الخلايا العصبية على أنها متصلة بالخلايا العصبية الأخرى لتشكيل شبكة عصبية بإحدى الطرق الثلاث. يمكن تمثيل شبكة معينة كشبكة متصلة من الناحية الفسيولوجية (أو التشريحية) ونمذجة بهذه الطريقة. هناك عدة مناهج لذلك (انظر أسكولي، GA (2002)  سبوروس، O. (2007)،  اتصالية، روميلهارت، جي أل، ماكيلاند، جي. أل. , ومجموعة PDP للأبحاث (1986)،  أربيب، أم. أ، ماجستير (2007) ). أو يمكن أن تشكل شبكة وظيفية تخدم وظيفة معينة وتم تصميمها وفقًا لذلك (هوني، سي جي. كوتر، آر.بريكسبير، آر. وسبورنس أو.(2007)،  أربيب، أم. أ (2007)). الطريقة الثالثة هي افتراض نظرية عمل المكونات البيولوجية للنظام العصبي من خلال نموذج رياضي، في شكل مجموعة من المعادلات الرياضية. متغيرات المعادلة هي بعض أو كل الخصائص البيولوجية العصبية للكيان الذي يتم نمذجته، مثل أبعاد التغصن أو معدل التحفيز المحتمل للعمل على طول المحور العصبي في العصبون. يتم حل المعادلات الرياضية باستخدام التقنيات الحسابية ويتم التحقق من صحة النتائج إما بالمحاكاة أو العمليات التجريبية. يسمى هذا النهج في النمذجة علم الأعصاب الحسابي. تُستخدم هذه المنهجية لنمذجة المكونات من المستوى الأيوني إلى مستوى نظام الدماغ. تنطبق هذه الطريقة على نمذجة النظام المتكامل للمكونات البيولوجية التي تحمل إشارة معلومات من خلية عصبية إلى أخرى عبر الخلايا العصبية النشطة المتوسطة التي يمكنها تمرير الإشارة من خلال أو إنشاء إشارات جديدة أو إضافية. يتم استخدام نهج علم الأعصاب الحسابي على نطاق واسع ويستند إلى نموذجين عامين، أحدهما من غشاء الخلية المحتمل غولدمان (1943)  وهودجكين وكاتز (1949)،  والآخر على أساس نموذج هودجكين-هكسلي لإمكانات العمل (إشارة المعلومات).

### مستويات النمذجة
يقوم ستيرات، د. جراهام، ب. جيليس، أ. وويلشو، د. (2011)  بتصنيف النموذج البيولوجي لعلم الأعصاب إلى تسعة مستويات من القنوات الأيونية إلى مستوى الجهاز العصبي بناءً على الحجم والوظيفة. يعتمد الجدول 1 على هذا لشبكات الخلايا العصبية.
| مستوى                   | بحجم       | الوصف والوظائف                                                                |
| ----------------------- | ---------- | ----------------------------------------------------------------------------- |
| الجهاز العصبي           | > 1 م      | النظام الكلي للتحكم في الفكر والسلوك والوظائف الحسية والحركية                 |
| النظام الفرعي           | 10 سم      | النظام الفرعي المرتبط بوظيفة واحدة أو أكثر                                    |
| الشبكة العصبية          | 1 سم       | الشبكات العصبية للنظام والنظام الفرعي والوظائف                                |
| الدائرة المصغرة         | 1 مم       | شبكات الخلايا العصبية متعددة المستويات، على سبيل المثال، النظام الفرعي البصري |
| عصبون                   | 100 ميكرون | الوحدة البيولوجية الأولية للشبكة العصبية                                      |
| الوحدة الفرعية الدندريك | 10 ميكرون  | شجرة المستقبلات في الخلايا العصبية                                            |
| تشابك عصبى              | 1 ميكرون   | تقاطع أو اتصال بين الخلايا العصبية                                            |
| مسار التشوير            | 1 نانومتر  | ربط بين الخلايا العصبية المتصلة                                               |
| قنوات ايون              | 1 مساء     | القنوات التي تعمل كبوابة تسبب تغير الجهد                                      |

سبورنس، أو. (2007)  يعرض في مقاله عن الاتصال الدماغي، والنمذجة بناءً على الأنواع الهيكلية والوظيفية. تقع الشبكة التي تربط على مستوى الخلايا العصبية والمتشابكة في المقياس الصغير. إذا تم تجميع الخلايا العصبية في مجموعة من الأعمدة والأعمدة الصغيرة، يتم تعريف المستوى بأنه مقياس متوسط. يعتبر تمثيل المقياس الشبكي الشبكة كمناطق في الدماغ متصلة بمسارات بين المناطق.
يعتبر أربيب، أم. أ. (2007)  في النموذج المعياري، الصيغة الهرمية للنظام في وحدات ووحدات فرعية.

### أسلوب إرسال الإشارات
تشتمل الإشارة العصبية على تيار من النبضات الكهربائية القصيرة بسعة 100 مللي فولت تقريبًا وحوالي 1 إلى 2 مللي ثانية (جريستنر، دبليو. وكستل، دبليو. (2002)  الفصل 1). النبضات الفردية هي إمكانيات العمل أو المسامير وتسمى سلسلة النبضات قطار سبايك. إمكانيات العمل لا تحتوي على أي معلومات. مزيج من توقيت بدء قطار السنبلة، ومعدل أو تكرار المسامير، وعدد ونمط المسامير في قطار السنبلة يحدد ترميز محتوى المعلومات أو رسالة الإشارة.
تحتوي الخلية العصبية على ثلاثة مكونات   - التشعبات، السوما، والمحوار كما هو موضح في الشكل 1. التشعبات، التي لها شكل شجرة ذات فروع، تسمى أربور، تتلقى الرسالة من الخلايا العصبية الأخرى التي يتصل بها العصبون عبر المشابك. ويطلق على إمكانات العمل التي يتلقاها كل متشرد من المشبك إمكانات كثافة بعد المشبكي. يتم تغذية المجموع التراكمي لإمكانيات ما بعد المشبكية إلى السوما. تحافظ المكونات الأيونية للسائل من الداخل والخارج على غشاء الخلية عند قدرة استراحة تبلغ حوالي 65 ملي فولت. عندما تتجاوز القدرة التراكمية كثافة بعد المشبكي إمكانات الراحة، يتم إنشاء إمكانات عمل من قبل جسم الخلية أو سوما وتنتشر على طول المحور العصبي. قد يكون للمحور طرف واحد أو أكثر، وتقوم هذه الأطراف بنقل الناقلات العصبية إلى المشابك العصبية التي يتصل بها العصبون. اعتمادًا على التحفيز الذي يتلقاه التشعبات، قد تولد سوما واحدًا أو أكثر من إمكانات العمل المنفصلة جيدًا أو قطار سبايك. إذا كان المنبه يدفع الغشاء إلى إمكانات إيجابية، فهو عصبون مثير. وإذا كان يقود إمكانات الراحة في الاتجاه السلبي، فهو عصبون مثبط.

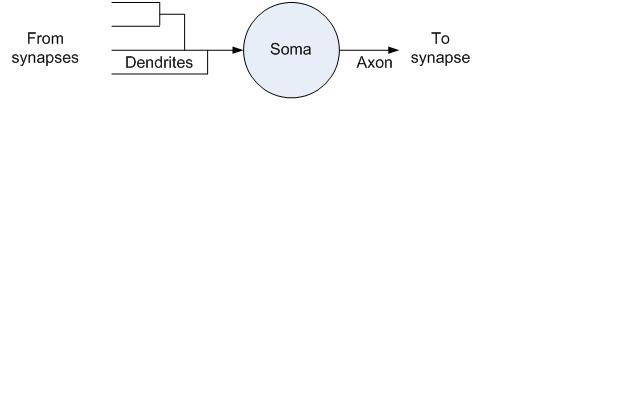
شكل 1. تشريح الخلايا العصبية لنموذج الشبكة

يسمى توليد إمكانات العمل «إطلاق». يُطلق على العصبون المشتعل الموصوف أعلاه العصبون المتصاعد. سنقوم بوضع نموذج للدائرة الكهربائية للخلايا العصبية في القسم 3.6. هناك نوعان من الخلايا العصبية المتصاعدة. إذا ظل التحفيز أعلى من مستوى العتبة وكان الناتج قطارًا مرتفعًا، فإنه يطلق عليه نموذج العصبون (Integrate-and-Fire (IF. إذا تم تصميم الإخراج على أنه يعتمد على الاستجابة النبضية للدائرة، فإنه يطلق عليه نموذج استجابة سبايك (SRM) (جستنر، دبليو. (1995) ).
يفترض نموذج الخلايا العصبية المتصاعدة أن التردد (عكس المعدل الذي تتولد عنده المسامير) لقطار المضرب يبدأ عند 0 ويزيد مع تيار التحفيز. هناك نموذج افتراضي آخر يصيغ إطلاق النار على العتبة، ولكن هناك قفزة كمية في التردد على النقيض من الارتفاع السلس في التردد كما في نموذج الخلايا العصبية المرتفعة. يسمى هذا النموذج نموذج المعدل. جستنر، دبليو وكستلير، دبليو. (2002)،  وستيرات، دي. جراهام، بي. جيليز، أز، وويلشاو، دي. (2011)  هي مصادر جيدة للتفاصيل علاج نماذج الخلايا العصبية العالية ونماذج الخلايا العصبية.

### الشبكة العصبية مقابل الشبكة العصبية الاصطناعية
تم تقديم مفهوم الشبكة العصبية الاصطناعية (ANN) بواسطة ماكولخ، دبليو. أس. وبيتس، دبليو. (1943)  للنماذج القائمة على سلوك الخلايا العصبية البيولوجية. أعطى نوربرت وينر (1961)  هذا المجال الجديد الاسم الشائع لعلم التحكم الآلي، الذي يتمثل مبدأه في العلاقة متعددة التخصصات بين الهندسة، وعلم الأحياء، وأنظمة التحكم، ووظائف الدماغ، وعلوم الكمبيوتر. مع تقدم مجال علوم الكمبيوتر، تم إدخال الكمبيوتر من نوع فون نيومان في وقت مبكر في دراسة علم الأعصاب. لكنها لم تكن مناسبة للمعالجة الرمزية، والحسابات غير المحددة، والإعدام الديناميكي، والمعالجة الموزعة المتوازية، وإدارة قواعد المعرفة واسعة النطاق، اللازمة لتطبيقات الشبكات العصبية البيولوجية؛ وتغير اتجاه تطوير الآلة الشبيهة بالعقل إلى آلة التعلم. تقدمت تكنولوجيا الحوسبة منذ ذلك الحين على نطاق واسع وأصبح علم الأعصاب الحسابي قادرًا الآن على التعامل مع النماذج الرياضية التي تم تطويرها للشبكة العصبية البيولوجية. يتقدم البحث والتطوير في كل من الشبكات العصبية الاصطناعية والبيولوجية بما في ذلك الجهود المبذولة لدمج الاثنين.

## نماذج الجهاز العصبي

### نموذج الدماغ التطوري
إن «نظرية الدماغ الثلاثي» ماكلين، بي. (2003)  هي واحدة من عدة نماذج مستخدمة لتنظير الهيكل التنظيمي للدماغ. أقدم بنية عصبية للدماغ هي جذع الدماغ أو «الدماغ السحلية». المرحلة الثانية هي الدماغ الحوفي أو الثديي، وتؤدي الوظائف الأربع اللازمة لبقاء الحيوان   - القتال والتغذية والفرار والزنا. المرحلة الثالثة هي القشرة المخية الحديثة أو دماغ الثدييات الجديدة. الوظائف المعرفية العليا التي تميز البشر عن الحيوانات الأخرى موجودة بشكل أساسي في القشرة. يتحكم دماغ الزواحف في العضلات والتوازن والوظائف اللاإرادية، مثل التنفس وضربات القلب. هذا الجزء من الدماغ نشط، حتى في النوم العميق. يشتمل الجهاز الحوفي على ما تحت المهاد والحُصين واللوزة. يشمل القشرة المخية الحديثة القشرة الدماغية. وهو يتوافق مع دماغ الرئيسيات، وعلى وجه التحديد، الأنواع البشرية. يرتبط كل من العقول الثلاثة بالأعصاب مع الاثنين الآخرين، ولكن يبدو أن كلًا منهما يعمل كنظام دماغه الخاص بقدرات مميزة. (انظر التوضيح في الدماغ الثلاثي.)

### نموذج PDP /الاتصالية
تطور نموذج الاتصال من إطار المعالجة الموزعة المتوازية الذي يصوغ ما وراء التاريخ الذي يمكن من خلاله إنشاء نماذج محددة لتطبيقات معينة. نهج PDP (روميلهارت، جي. أل. ماكلاند، جي. أل. ومجموعة أبحاث PDP (1998)  هو معالجة متوازنة موزعة للعديد من العمليات المترابطة، تشبه إلى حد ما ما يحدث في الجهاز العصبي البشري. يتم تعريف الكيانات الفردية كوحدات والوحدات متصلة لتشكيل شبكة. ولذلك، في التطبيق على الجهاز العصبي، يمكن أن يكون التمثيل واحدًا بحيث تكون الوحدات هي الخلايا العصبية والروابط هي المشابك.

### نموذجاتصال الدماغ
هناك ثلاثة أنواع من نماذج التوصيل الدماغي للشبكة (سبورنس، أو. (2007) ). يصف "الاتصال التشريحي (أو الهيكلي)" شبكة ذات روابط تشريحية لها علاقة محددة بين "الوحدات" المتصلة". إذا كانت الخصائص التابعة عشوائية، يتم تعريفها على أنها "الاتصال الوظيفي". "الاتصال الفعال" له تفاعلات عرضية بين الوحدات المتميزة في النظام. كما ذكر سابقًا، يمكن وصف اتصال الدماغ على ثلاثة مستويات. على المستوى الجزئي، يربط الخلايا العصبية من خلال المشابك الكهربائية أو الكيميائية. يمكن اعتبار عمود من الخلايا العصبية كوحدة في المستوى المتوسط ومناطق الدماغ التي تضم عددًا كبيرًا من الخلايا العصبية وأعصاب الخلايا كوحدات في المستوى الكلي. الروابط في الحالة الأخيرة هي المسارات الأقاليمية، لتشكيل اتصال واسع النطاق.

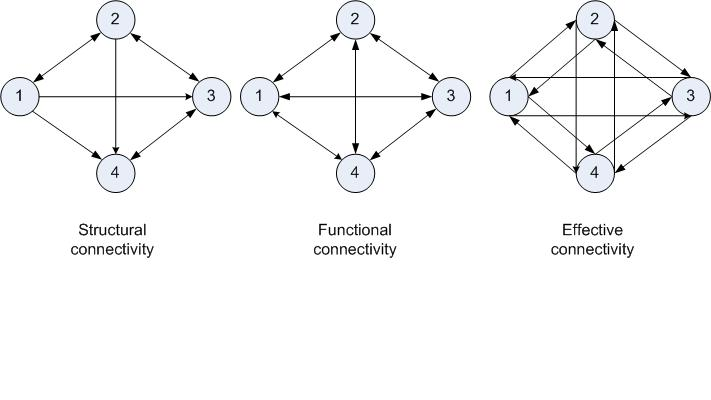
الشكل 2 أنواع اتصال الدماغ

يوضح الشكل 2 الأنواع الثلاثة من الاتصال. تم التحليل باستخدام الرسوم البيانية الموجهة (انظر سبورنس، أو. (2007)  وهيلغاغ، سي. سي. (2002) ). في نوع الاتصال الهيكلي للدماغ، يكون الاتصال رسمًا متناثرًا وموجهًا. الاتصال الوظيفي للدماغ لديه رسوم بيانية ثنائية الاتجاه. الاتصال الفعال للدماغ ثنائي الاتجاه مع السبب التفاعلي وعلاقات التأثير. تمثيل آخر للربط هو تمثيل المصفوفة (انظر سبورنس، أو. (2007)). يصف هيلغاغ، سي. سي. (2002) التحليل الحسابي لاتصال الدماغ.

### نماذج وحدات من وظائف المخ
أربيب، أم. أ. (2007)  يصف النماذج المعيارية على النحو التالي. «تساعد النماذج المعيارية للدماغ على فهم نظام معقد من خلال تفكيكه إلى وحدات هيكلية (مثل مناطق الدماغ والطبقات والأعمدة) أو وحدات وظيفية (مخططات) واستكشاف أنماط المنافسة والتعاون التي تؤدي إلى الوظيفة العامة.» هذا التعريف ليس هو نفس التعريف المحدد في الاتصال الوظيفي. الغرض من النهج المعياري هو بناء النماذج المعرفية وهو، في التعقيد، بين مناطق الدماغ المحددة تشريحيا (التي تعرف على أنها المستوى الكلي في اتصال الدماغ) والنموذج الحسابي على مستوى الخلايا العصبية.
هناك ثلاث طرق عرض للنماذج. وهي (1) وحدات لهياكل الدماغ، (2) وحدات كمخططات، و (3) وحدات كواجهات. يعرض الشكل 3 التصميم المعياري لنموذج للتحكم المنعكس في الحشائش (أربيب، أم. أ. (2007) ). وهي تتضمن وحدتين رئيسيتين، إحداهما للجزيء المتفوق (SC)، والأخرى لجذع الدماغ. يتحلل كل من هذه في وحدات فرعية، مع كل وحدة فرعية تحدد مجموعة من الخلايا العصبية المحددة من الناحية الفسيولوجية. في الشكل 3 (ب)، يتم تضمين نموذج الشكل 3 (أ) في نموذج أكبر بكثير يشمل مناطق مختلفة من القشرة الدماغية (ممثلة في الوحدات Pre-LIP Vis و Ctx. و LIP و PFC و FEF)، المهاد والعقد القاعدية. في حين أنه قد يتم بالفعل تحليل النموذج في هذا المستوى الأعلى من التحلل المعياري، فنحن بحاجة إلى مزيد من تحليل العقد القاعدية، BG، كما هو موضح في الشكل 3 (ج) إذا أردنا تفكيك دور الدوبامين في التعديل التفاضلي (السهامان أظهرت الناشئة من SNc) المسارات المباشرة وغير المباشرة داخل العقد القاعدية (كرولي، م. (1997) ). تم تطوير لغة المحاكاة العصبية (NSL) لتوفير نظام محاكاة للشبكات العصبية العامة واسعة النطاق. يوفر بيئة لتطوير نهج كائني التوجه لنمذجة الدماغ. يدعم NSL النماذج العصبية التي تحتوي على طبقات عصبية بنية بيانات أساسية ذات خصائص متشابهة وأنماط اتصال مماثلة. تم توثيق النماذج التي تم تطويرها باستخدام NSL في قاعدة بيانات تشغيل الدماغ (BODB) كوحدات منظمة بشكل هرمي يمكن أن تتحلل إلى مستويات أقل.

### الشبكات العصبية الاصطناعية
كما ذكر في القسم 2.4، بدأ تطوير الشبكة العصبية الاصطناعية (ANN)، أو الشبكة العصبية كما يطلق عليها الآن، كمحاكاة لشبكة الخلايا العصبية البيولوجية وانتهى بها الأمر باستخدام الخلايا العصبية الاصطناعية. تماشت أعمال التطوير الرئيسية في التطبيقات الصناعية مع عملية التعلم. تمت معالجة المشاكل المعقدة من خلال تبسيط الافتراضات. تم تطوير الخوارزميات لتحقيق أداء عصبي مرتبط، مثل التعلم من التجربة. نظرًا لأن الخلفية والنظرة العامة قد تم تناولهما في المراجع الداخلية الأخرى، فإن المناقشة هنا تقتصر على أنواع النماذج. النماذج على مستوى النظام أو الشبكة.
السمات الأربعة الرئيسية لـ ANN هي الطوبولوجيا وتدفق البيانات وأنواع قيم الإدخال وأشكال التنشيط (ميرليس أم. أر. جي (2003)،  موناكاتا، تي. (1998) ). يمكن أن تكون الطوبولوجيا متعددة الطبقات أو أحادية الطبقة أو متكررة. يمكن أن يكون تدفق البيانات متكررًا مع التعليقات أو غير متكرر مع نموذج التغذية الأمامية. تكون المدخلات ثنائية أو ثنائية القطب أو مستمرة. التنشيط خطي أو خطوة أو سيني. متعدد الطبقات كبيرسبيترون (MLP) هو الأكثر شعبية من جميع الأنواع، والتي يتم تدريبها بشكل عام مع الانتشار الخلفي لخوارزمية الخطأ. يرتبط كل ناتج للخلايا العصبية بكل خلية عصبية في طبقات لاحقة متصلة في شلال وبدون أي اتصالات بين الخلايا العصبية في نفس الطبقة. يوضح الشكل 4 طوبولوجيا MLP أساسية (ميرليس أم. أر. جي (2003))، وشبكة اتصالات أساسية (سوبرامانيان، أم. (2010) ) مألوفة لدى معظمهم. يمكننا مساواة أجهزة التوجيه في العقد في شبكة الاتصالات بالخلايا العصبية في تقنية MLP والروابط إلى المشابك.

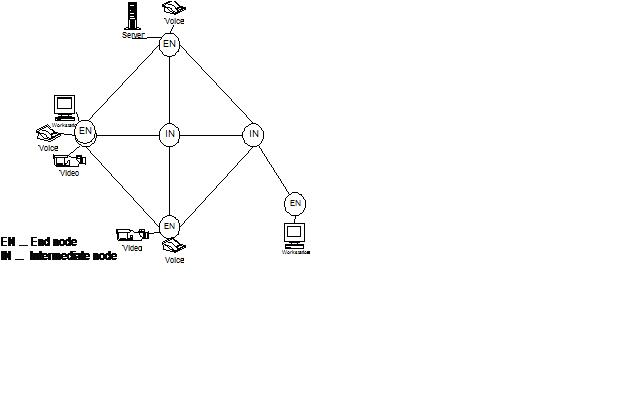
الشكل 4 (أ) شبكة الاتصالات الأساسية

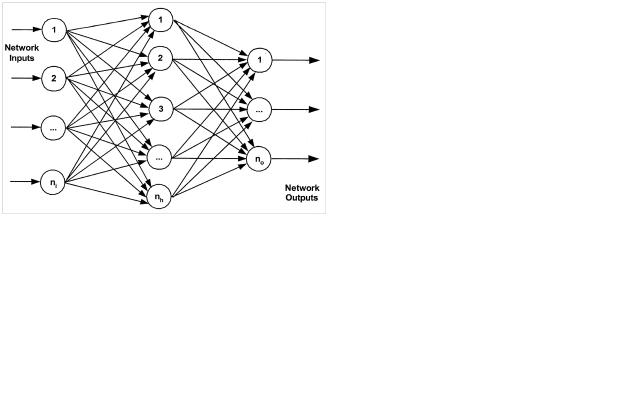
الشكل 4 (ب) النموذج الأساسي لتكنولوجيا MLP الشكل 4. طوبولوجيا شبكة الاتصالات والشبكات العصبية

### نماذج الخلايا العصبية الحاسوبية
علم الأعصاب الحسابي هو مجال متعدد التخصصات يجمع بين الهندسة والبيولوجيا وأنظمة التحكم ووظائف الدماغ والعلوم الفيزيائية وعلوم الكمبيوتر. لديها نماذج تطوير أساسية تتم في المستويات الأدنى من الأيونات والخلايا العصبية والمشابك، وكذلك نشر المعلومات بين الخلايا العصبية. وقد أنشأت هذه النماذج التكنولوجيا التمكينية لتطوير نماذج عالية المستوى. وهي تعتمد على الأنشطة الكيميائية والكهربائية في الخلايا العصبية التي يتم إنشاء دوائر كهربائية مكافئة لها. نموذج بسيط للخلايا العصبية مع أيونات البوتاسيوم في الغالب داخل الخلية وأيونات الصوديوم في الخارج يؤسس إمكانات كهربائية على الغشاء تحت التوازن، أي لا يوجد نشاط خارجي، حالة. وهذا ما يسمى جهد الغشاء الباقي، والذي يمكن تحديده بواسطة معادلة نرنست (نيرنست، دبليو. (1888) ). يظهر الشكل 5 دائرة كهربائية مكافئة لرقعة الغشاء، على سبيل المثال محور عصبي أو التغصن. E K و E Na هي الإمكانات المرتبطة بقنوات البوتاسيوم والصوديوم على التوالي و R K و R Na هي المقاومة المرتبطة بها. C هي سعة الغشاء و I هو مصدر التيار، والذي يمكن أن يكون مصدر الاختبار أو مصدر الإشارة (عمل محتمل). تبلغ طاقة الراحة لقنوات الصوديوم والبوتاسيوم في الخلايا العصبية حوالي -65 ملي فولت.

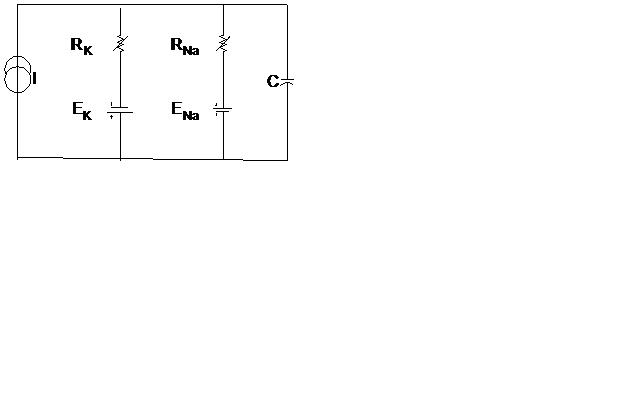
الشكل 5 نموذج الغشاء

نموذج الغشاء يمثل قسم صغير من غشاء الخلية. بالنسبة للأقسام الأكبر، يمكن توسيعها عن طريق إضافة أقسام مماثلة، تسمى المقصورات، مع قيم المعلمات نفسها أو مختلفة. تتالي المقصورات بمقاومة تسمى المقاومة المحورية. يوضح الشكل 6 نموذجًا مجزأًا لخلايا عصبية تم تطويره فوق نموذج الغشاء. التشعبات هي المستقبلات ما بعد المشبكية التي تتلقى مدخلات من الخلايا العصبية الأخرى ؛ وينقل المحوار الذي يحتوي على طرف محوري واحد أو أكثر الناقلات العصبية إلى الخلايا العصبية الأخرى.

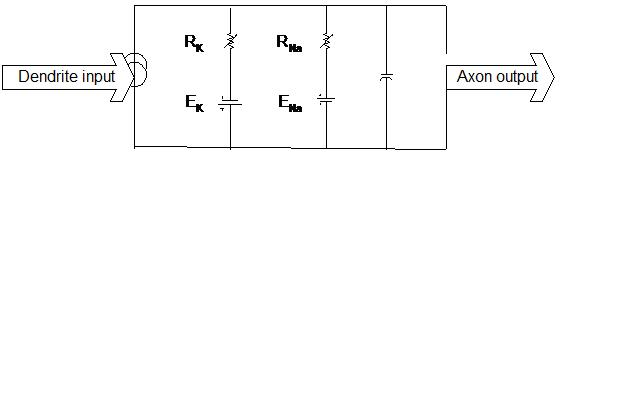
الرقم 6 نموذج العصبون

لبنة البناء الثانية هي نموذج هودجلين_هاكسلي (HH) لإمكانات العمل. عندما يتجاوز احتمال الغشاء من التشعبات إمكانات الغشاء الباقي، يتم إنشاء نبض بواسطة خلية الخلايا العصبية وانتشاره على طول المحور العصبي. يُطلق على هذا النبض جهد العمل ونموذج HH عبارة عن مجموعة من المعادلات التي تم إجراؤها لتناسب البيانات التجريبية من خلال تصميم النموذج واختيار قيم المعلمات.
يمكن اشتقاق نماذج الخلايا العصبية الأكثر تعقيدًا التي تحتوي على أنواع أخرى من الأيونات عن طريق إضافة بطارية إضافية وأزواج مقاومة لكل قناة أيونية إلى الدائرة المكافئة. يمكن أن تكون القناة الأيونية سلبية أو نشطة لأنها يمكن أن تكون موصولة بالجهد أو تكون روابط. تم تطوير نموذج HH الموسع للتعامل مع حالة القناة النشطة.
على الرغم من وجود خلايا عصبية مرتبطة من الناحية الفسيولوجية ببعضها البعض، يتم نقل المعلومات في معظم المشابك العصبية عن طريق العملية الكيميائية عبر الشق. كما تم تصميم المشابك العصبية بطريقة حسابية. المستوى التالي من التعقيد هو مستوى إمكانات دفق العمل، التي يتم إنشاؤها، والتي يحتوي نمطها على معلومات التشفير للإشارة المرسلة. هناك نوعان أساسيان من إمكانات العمل، أو المسامير كما يطلق عليها، التي يتم إنشاؤها. أحدهما هو «الاندماج والنار» (الذي تناولناه حتى الآن) والآخر قائم على المعدل. هذا الأخير هو تيار يختلف معدله. يمكن نمذجة الإشارة التي تمر عبر المشابك العصبية إما على أنها عملية حتمية أو عشوائية بناءً على التطبيق (انظر القسم 3.7). هناك تعقيد تشريحي آخر هو عندما يحتاج عدد من الخلايا العصبية، مثل عمود من الخلايا العصبية في النظام البصري، إلى التعامل معها. يتم ذلك من خلال النظر في السلوك الجماعي للمجموعة (كوتر، ر. نيلسون، بي. داهيرفلجد-جانسون، جي. سومر، أف. تي. ونورث أوف، جي. (2002) ).

### نماذج الخلايا العصبية المتصاعدة
إمكانات العمل أو السنبلة لا تحمل نفسها أي معلومات. إنه تيار من المسامير، يسمى قطار المسامير، الذي يحمل المعلومات في عدد ونمط المسامير وتوقيت المسامير. يمكن أن تكون إمكانات ما بعد المشبك إما إيجابية أو المشبك الاستثنائي أو المشبك السلبي المثبط. في النمذجة، يتم دمج إمكانات ما بعد المشبكية التي يتلقاها التشعبات في العصبون بعد المشبكي وعندما تتجاوز الإمكانات المتكاملة إمكانات الراحة، يطلق العصبون إمكانات عمل على طول محوره. هذا النموذج هو نموذج التكامل والنار (IF) المذكور في القسم 2.3. يرتبط نموذج IF ارتباطًا وثيقًا بنموذج يسمى الاستجابة المسمارية (SRM) (جريستنر، دبليو. (1995)  الصفحات 738-758) والذي يعتمد على استجابة وظيفة الاندفاع الملتفة مع إشارة تحفيز الإدخال. هذا يشكل قاعدة لعدد كبير من النماذج التي تم تطويرها لتضخم الشبكات العصبية.
يحدث نموذج IF و SR لقطار السنبلة في الخلايا العصبية من النوع الأول، حيث يزداد معدل السنبلة أو تكرار السنبلة للحدث بسلاسة مع الزيادة في تيار التحفيز بدءًا من الصفر. تحدث ظاهرة أخرى لتوليد قطار ارتفاع في الخلايا العصبية من النوع الثاني، حيث يحدث إطلاق النار عند عتبة المحتملة الباقية، ولكن مع قفزة كمية إلى تردد غير صفري. تم تطوير النماذج باستخدام معدل (تردد) قطار السنبلة وتسمى النماذج القائمة على المعدل.
الأمر المهم لفهم وظائف الجهاز العصبي هو كيفية ترميز الرسالة ونقلها من خلال إمكانات الفعل في العصبون. هناك نظريتان حول كيفية ترميز الإشارة التي يتم نشرها في المسامير حول ما إذا كان رمز النبض أو رمز المعدل. في السابق، فإن التأخير الزمني للارتفاع الأول من وقت التحفيز كما يراه المستقبل بعد المشبكي هو الذي يحدد الترميز. في رمز المعدل، هو متوسط معدل الارتفاع الذي يؤثر على الترميز. ليس من المؤكد ما هي الظاهرة الفسيولوجية الفعلية في كل حالة. ومع ذلك، يمكن نمذجة كلتا الحالتين حسابيا وتختلف المعلمات لتتناسب مع النتيجة التجريبية. وضع النبض أكثر تعقيدًا للنمذجة والعديد من النماذج العصبية التفصيلية والنماذج السكانية موصوفة من قبل جريستنر وكيستلر في الأجزاء I و II من جريتنر، دبليو. وكيستلر، دبليو. (2002)  والفصل 8 من ستيرات، دي. جراهام، بي. جيليز، أ. وولشاو، دي. (2011). خاصية أخرى مهمة مرتبطة بنموذج SR هي اللدونة التي تعتمد على السنبلة. ويستند إلى فرضية هيب حول اللدونة المشبكية، التي تنص على أن «الخلايا العصبية التي تطلق سوية معًا». هذا يتسبب في أن يكون المشبك تقويماً طويل الأمد (LTP) أو اكتئاب طويل الأمد (LTD). الأول هو تقوية المشبك بين اثنين من الخلايا العصبية إذا كان الارتفاع بعد المشبكية يتبع مؤقتًا مباشرة بعد الارتفاع قبل المشبكي. لاحقًا هو الحال إذا كان معكوسًا، أي أن الارتفاع المشبكي يحدث بعد الارتفاع المشبكي. جريستنر، دبليو. كيستلر، دبليو. (2002) في الفصل 10 وستيرات، دي. جراهام، بي. جيليز، أ. وولشاو، دي. (2011) في الفصل 7 مناقشة نماذج مختلفة تتعلق بنماذج هيبي حول المرونة والترميز.

### نماذج شبكة الجهاز العصبي
التحدي الذي ينطوي عليه تطوير نماذج للشبكات الصغيرة والمتوسطة والكبيرة هو الحد من التعقيد من خلال عمل افتراضات مبسطة صالحة في نموذج العصبون هودكين -هوكسلي وتوسيعه بشكل مناسب لتصميم تلك النماذج (انظر الفصل 9 من ستيرات، دي. جراهام، بي. جيليز، أ. وولشاو، دي. (2011)،  وكوتر، ر. نيلسون، بي. داهيرفلجد-جانسون، جي. سومر، أف. تي. ونورث أوف، جي. (2002)،  والفصل 9 من جريستنر، دبليو. كيستلر، دبليو. (2002) ). يمكن تصنيف نماذج الشبكات إما على أنها شبكة من الخلايا العصبية تنتشر من خلال مستويات مختلفة من القشرة أو مجموعات الخلايا العصبية المترابطة على أنها خلايا عصبية متعددة المستويات. يمكن أن يكون الموقع المكاني للخلايا العصبية 1 أو 2 أو 3 الأبعاد ؛ تسمى الأخيرة شبكات العالم الصغير لأنها مرتبطة بالمنطقة المحلية. يمكن أن يكون العصبون إما مثيرًا أو مثبطًا، لكن ليس كلاهما. يعتمد تصميم النمذجة على ما إذا كان الخلايا العصبية الاصطناعية أو الخلايا العصبية البيولوجية للنموذج العصبي. يجب إجراء اختيار النوع الأول أو النوع الثاني لوضع إطلاق النار. يمكن أن تكون الإشارة في الخلايا العصبية هي الخلايا العصبية القائمة على المعدل، أو الخلايا العصبية ذات الاستجابة المرتفعة، أو تحفيز الدماغ العميق. يمكن تصميم الشبكة كنوع تغذية أو متكرر. يجب تحجيم الشبكة وفقًا لقدرات الموارد الحسابية. يتم التعامل مع أنظمة المهاد القشرية واسعة النطاق بطريقة مشروع الدماغ الأزرق (مركم، أتش. (2006) ).

### نماذج تطوير الجهاز العصبي
لا توجد مفاهيم النمذجة المعممة لنمذجة تطوير علم وظائف الأعضاء التشريحية والمورفولوجية المشابهة لتلك السلوكية للشبكة العصبية، والتي تقوم على نموذج HH. يصف شانكل، دبليو. أر. هارا، جاي. فالون، جاي. أتش، ولاندنج، بي. أتش. (2002)  تطبيق البيانات التشريحية العصبية للقشرة الدماغية البشرية النامية على النماذج الحسابية. يناقش سترات، د. جراهام، ب. جيليس، أ. وويلشو، د. (2011)  جوانب الجهاز العصبي للنمذجة الحسابية في تطوير مورفولوجيا الخلايا العصبية، فسيولوجيا الخلية، زخرفة الخلية، الأنماط هيمنة العين، والعلاقة بين الخلايا العصبية والعضلات، والخرائط الشبكية. يتعامل كاريرا-بيربيران، أم أ وجودهيل، جي. جاي. (2002)  مع تحسين النماذج المحوسبة للقشرة البصرية.
مع العدد الهائل من النماذج التي تم إنشاؤها، تم تطوير أدوات لنشر المعلومات، وكذلك منصات لتطوير النماذج. تتوفر العديد من الأدوات المعممة، مثل GENESIS و NEURON و XPP و NEOSIM وتتم مناقشتها بواسطة هوكا، أم. (2002).